# Осетер адріатичний
Осетер адріатичний (Acipenser naccarii) — прохідна риба родини осетрових роду осетер. Відносно невеликий вид осетрових, завдовжки до 2 м, вагою до 25 кг, зазвичай набагато менший. Населяє басейн Адріатичного моря (річки Бректа, По, Адідже, П'яве, Баккільоне, Тальяменто), є об'єктом штучного відтворення в Італії. У морі тримається зазвичай біля гирла річок, на глибинах 10—40 м.

## Поширення
Осетер адріатичний — ендемік басейну Адріатичного моря. Історично у своєму морському середовищі існування вид був присутній від Венеції і Трієста до Греції (включаючи Корфу). Він населяв також річки вздовж узбережжя Албанії, Хорватії, Боснії і Герцеговини, Чорногорії та Греції. У даний час ареал виду обмежений стоком річки По (Тічіно, Адда, Огліо, Мінчо), у річках Адідже, Лівенца, П'яве, Тальяменто в Італії.

## Охорона
Раритетний вид риб, занесений до Червоного списку МСОП (охоронна категорія: «вид перебуває в критичному стані»), а також до Додатку 2 Бернської конвенції (охоронна категорія: вид підлягає особливій охороні), Додатку II Вашингтонської конвенції (CITES), Додатку II Боннської конвенції та Додатків II і IV Директиви Європейського Союзу 92/43/ЄС «Про збереження природних оселищ та видів природної фауни і флори».